# Théâtre municipal (Haguenau)

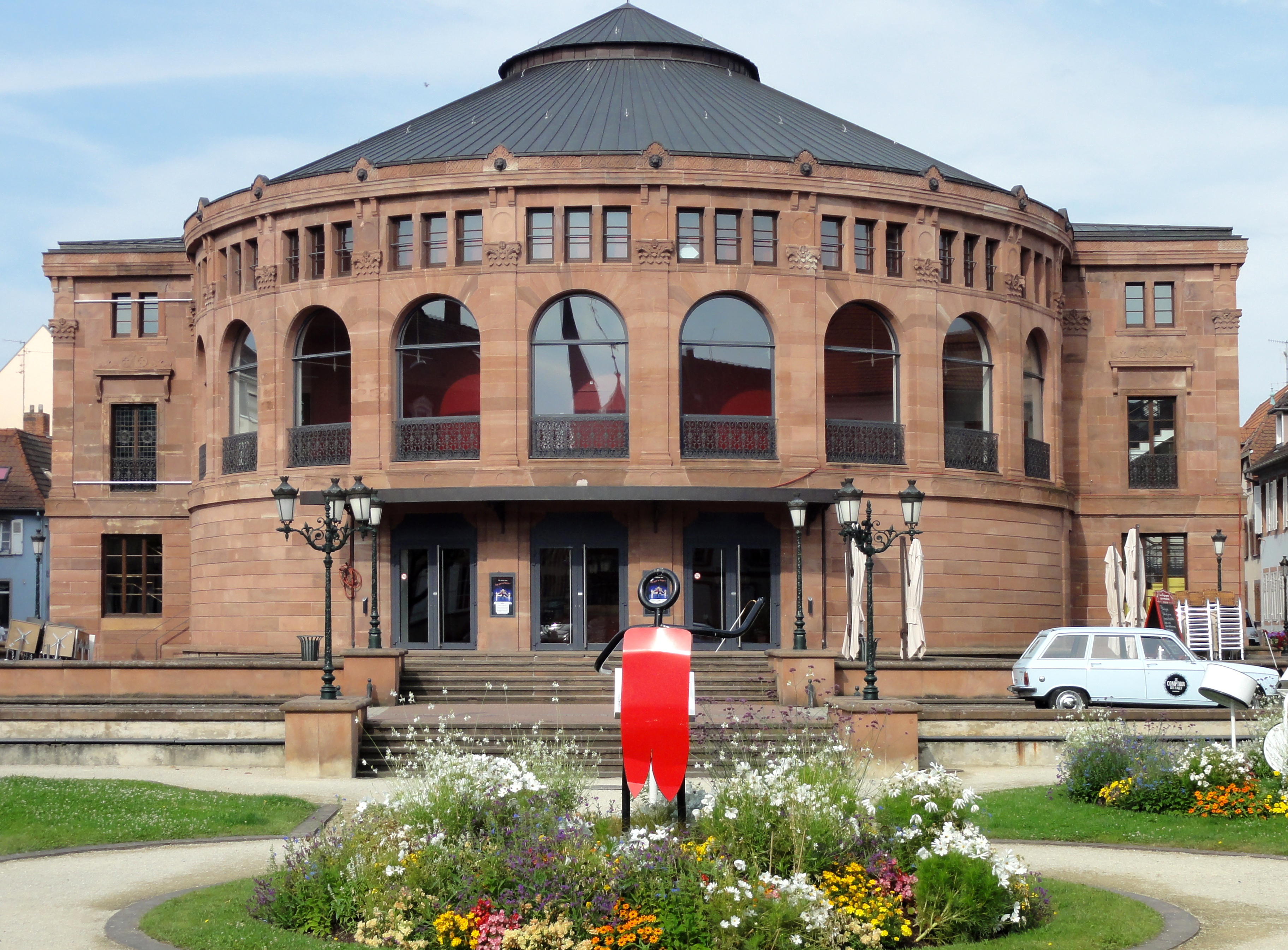
Théâtre municipal in Haguenau

Das Théâtre municipal ist ein Veranstaltungsgebäude in Haguenau, einer Stadt im Elsass, das von 1842 bis 1846 errichtet wurde. Das Bauwerk, am Place du Maire-Guntz gelegen, ist seit 1995 als Monument historique klassifiziert.
Das Gebäude im Stil des Klassizismus wurde nach Plänen des Stadtbaumeisters Charles Morin errichtet. Es war das erste Bauwerk in Haguenau mit einer Eisenkonstruktion. Der Saal mit zwei Balkonen bietet 420 Zuschauern Platz. Im Jahr 2005 wurde das Gebäude renoviert.